# Paludicella
Paludicella is een mosdiertjesgeslacht uit de familie van de Paludicellidae en de orde Ctenostomatida. De wetenschappelijke naam ervan is in 1858 voor het eerst geldig gepubliceerd door Gervais.

## Soorten
- Paludicella articulata (Ehrenberg, 1831)
- Paludicella pentagonalis Annandale, 1916

Niet geaccepteerde soort:
- Paludicella erecta Potts, 1884 → Pottsiella erecta (Potts, 1884)